# The Source (album)
 (avril 2025).
La mise en forme du texte ne suit pas les recommandations de Wikipédia : il faut le « wikifier ».
Les points d'amélioration suivants sont les cas les plus fréquents. Le détail des points à revoir est peut-être précisé sur la page de discussion.
- Les titres sont pré-formatés par le logiciel. Ils ne sont ni en capitales, ni en gras.
- Le texte ne doit pas être écrit en capitales (les noms de famille non plus), ni en gras, ni en italique, ni en « petit »…
- Le gras n'est utilisé que pour surligner le titre de l'article dans l'introduction, une seule fois.
- L'italique est rarement utilisé : mots en langue étrangère, titres d'œuvres, noms de bateaux, etc.
- Les citations ne sont pas en italique mais en corps de texte normal. Elles sont entourées par des guillemets français : « et ».
- Les listes à puces sont à éviter, des paragraphes rédigés étant largement préférés. Les tableaux sont à réserver à la présentation de données structurées (résultats, etc.).
- Les appels de note de bas de page (petits chiffres en exposant, introduits par l'outil «  Source ») sont à placer entre la fin de phrase et le point final[comme ça].
- Les liens internes (vers d'autres articles de Wikipédia) sont à choisir avec parcimonie. Créez des liens vers des articles approfondissant le sujet. Les termes génériques sans rapport avec le sujet sont à éviter, ainsi que les répétitions de liens vers un même terme.
- Les liens externes sont à placer uniquement dans une section « Liens externes », à la fin de l'article. Ces liens sont à choisir avec parcimonie suivant les règles définies. Si un lien sert de source à l'article, son insertion dans le texte est à faire par les notes de bas de page.
- La présentation des références doit suivre les conventions bibliographiques. Il est recommandé d'utiliser les modèles {{Ouvrage}}, {{Chapitre}}, {{Article}}, {{Lien web}} et/ou {{Bibliographie}}. Le mode d'édition visuel peut mettre en forme automatiquement les références.
- Insérer une infobox (cadre d'informations à droite) n'est pas obligatoire pour parachever la mise en page.

Pour une aide détaillée, merci de consulter Aide:Wikification.
Si vous pensez que ces points ont été résolus, vous pouvez retirer ce bandeau et améliorer la mise en forme d'un autre article.
The Source est un album d'Ali Farka Touré sorti en 1992 chez World Circuit (Royaume-Uni / Allemagne).
L'album a atteint la première place du classement Billboard World Albums pendant neuf semaines (États-Unis).

## Réception critique
La chaîne de radio Fip décrit l'album comme étant « précurseur » et comme « une passerelle entre les traditions de son pays et le blues occidental ».
Le Los Angeles Times a écrit que « l'une des performances les plus impressionnantes est sur Cinquante Six, un solo instrumental : Touré établit un rythme folklorique proprement choisi, puis superpose une mélodie aux saveurs flamenco qui suggère une rencontre entre Leo Kottke et les Gipsy Kings. »
Le magazine américain Trouser Press a qualifié l'album de « particulièrement remarquable pour la façon dont il met le chanteur au défi d'aller au-delà du blues (Hawa Dolo) et d'éviter les riffs de guitare simples pour des lignes à note unique plus complexes (Roucky) ». 

## Liste des pistes
1. Goye Kur – 6:24
2. Inchana Massina – 5:13
3. Roucky – 8:18
4. Dofana – 7:31
5. Karaw – 6:28
6. Hawa Dolo – 5:47
7. Cinquante Six – 5:31
8. Je vais Ka – 3:59
9. Yenna – 5:54
10. Mahini Me – 5:24

## Personnel
- Ali Farka Touré ( chant 1-6, 8-10 ; guitare électrique 1-2,5,9 ; guitare acoustique 1,3-8,10 ; n'jarka 1 ; maracas 4)
- Afel Bocoum (chant 1-2, 4-6 ; narration 4)
- Hamma Sankare ( calebasse 1,2,4,5,6,8 ; chant 1,2,4,5)
- Oumar Touré ( congas 2,5,6; chant 2,5)
- Nitin Sawney ( tableau 2)
- Taj Mahal (guitare acoustique 3,10)
- Rory McLeod (guitare acoustique 3)
- Groupe Asko ( choeurs 3,10)
- Amadou Cissé (calebasse 9 ; chant 9)